# Henry van Dyke

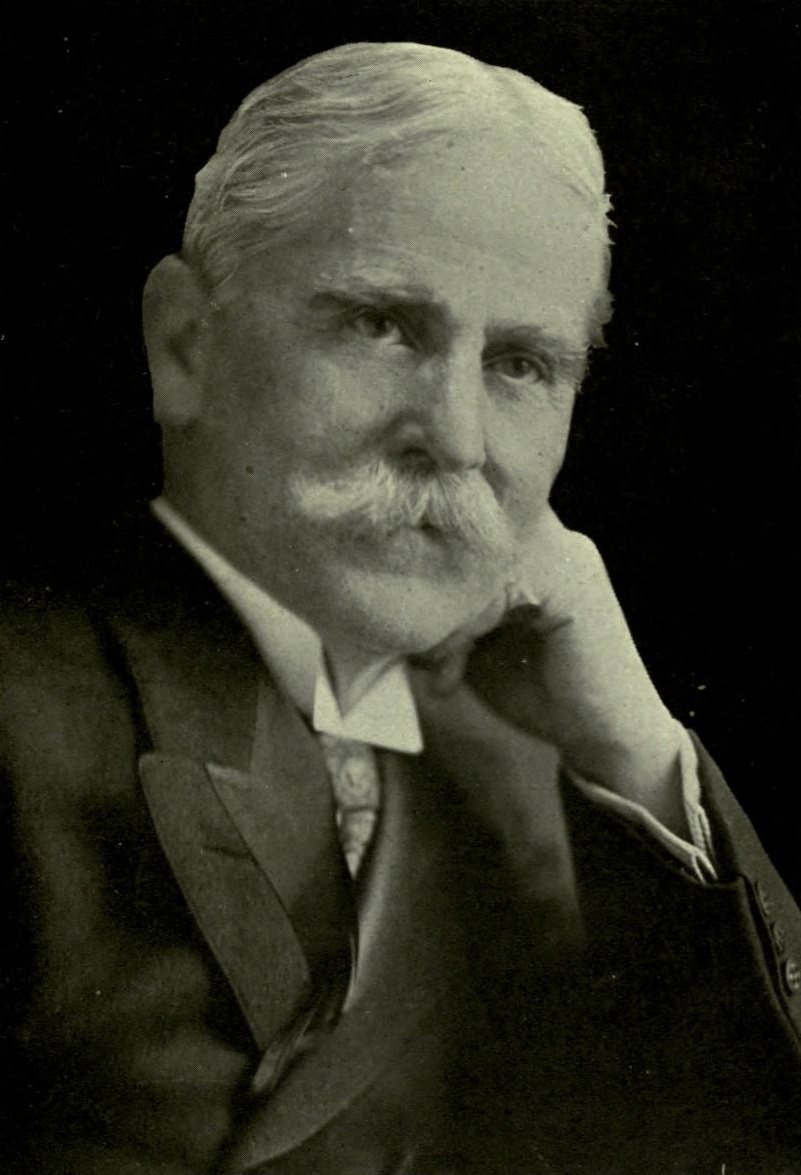
Henry van Dyke

Henry van Dyke (Germantown, 10 november 1852 – Princeton, 10 april 1933) was een Amerikaans protestants predikant, schrijver en dichter. Hij was zeer populair in de eerste decennia van de 20e eeuw. Hij publiceerde diverse korte verhalen, gedichten en essays.

## Biografie
Henry van Dyke werd geboren in Germantown in de staat Pennsylvania. Net als zijn vader werd hij predikant. Hij haalde een MA aan de Universiteit van Princeton 1876. Daarna ging hij naar Duitsland, waar hij twee jaar studeerde aan de universiteit van Berlijn. In 1879 keerde hij terug naar Amerika en werd predikant in Newport (Rhode Island). In 1883 werd hij pastor van de Brick Presbyterian Church in New York. Hij kreeg nationale bekendheid en werd in zijn tijd gerekend tot een van de beste predikanten in New York.

## Werken
In 1884 publiceerde Van Dyke zijn eerste boek, The Reality of Religion, drie jaar later gevolgd door The Story of the Psalms. Het was het begin van een onafgebroken stroom religieuze publicaties, waarin hij zijn ervaring als pastor en zijn liefde voor literatuur, natuur en godsdienst combineerde. Een van de populairste verhalen van Dyke, The Story of the Other Wise Man (1896), is een parabel over altruïsme. Met gedurfde originaliteit voegt van Dyke een vierde Magus, Artaban, toe aan het verhaal van de drie Wijzen. Deze Magus verkoopt wat hij bezit om drie kostbare juwelen te kopen als geschenk voor de nieuw geboren ‘koning der Joden’, wiens geboorte hij uit de sterren heeft afgeleid op grond van de zoroastrische religie. Op weg naar de afspraak met zijn collega’s wordt hij tegengehouden door een Joodse man die zijn hulp nodig heeft. Hierdoor mist hij de afspraak met zijn collega's. Hij is ook te laat in Bethlehem waar hij met z'n tweede geschenk een baby redt uit de handen van de Romeinse soldaten. Ondanks ijverige naspeuringen in Egypte (Alexandrië) en Jeruzalem blijft zijn zoektocht tevergeefs. Als hij in het jaar 33 in Jeruzalem is, sterft hij op het moment dat de koning der Joden op het punt staat gekruisigd te worden. In een visioen hoort hij de stem van Jezus zeggen dat zijn geschenken zijn aangekomen omdat ‘wat je voor de minste van de mensen doet, telt alsof je het voor Jezus hebt gedaan’ Dit verhaal is gepubliceerd in ontelbare edities in de Verenigde Staten en Engeland en in vele talen vertaald. In het Nederlands is het bekend geworden onder de titel De vierde wijze uit het Oosten (vertaald door C.M. Vis in 1905).
Na een lectoraat aan Princeton, wordt hij in 1913 benoemd als Wilsons persoonlijke ambassadeur voor Nederland en Luxemburg. Toen de Eerste Wereldoorlog uitbrak moest hij de repatriëring van de Amerikanen organiseren die via Nederland poogden het geweld te ontvluchten. In 1919 hervatte Van Dyke zijn ambt als lector in Princeton. Een bundeling van verhalen en gedichten uit de oorlog zijn te vinden in The Valley of Visions (1919). Na zijn pensionering (1923) ontpopte hij zich als tegenstander van het modernisme in de kunst, m.n. tegen de opvatting van ‘kunst om de kunst’. Van Dyke geloofde dat kunst de mens moest dienen. Op 10 april 1933, stierf hij in zijn huis in Princeton, New Jersey.
Een van Van Dyke's bekendste gedichten is het gedicht "Time Is" (gepubliceerd in Music and Other Poems, 1904) gemaakt als inscriptie op een zonnewijzer:
"Time is
Too slow for those who Wait,
Too swift for those who Fear,
Too long for those who Grieve,
Too short for those who Rejoice,
But for those who Love,
Time is not."
In 2003 werd dit gedicht op het herinneringsmonument in Grosvenor Square te Londen geplaatst om de Britse slachtoffers van 11 september 2001 te gedenken.

## Publicaties
[selectie]
- The Reality of Religion. New York: Scribners, 1884
- The Story of the Psalms. New York: Scribners, 1887
- The Gospel of an Age of Doubt. New York: Macmillan, 1896
- The story of the Other Wise man. New York, Harper & Brothers, 1896 [Nederlandse vertaling door C.M. Vis, 1905]
- The First Christmas Tree. New York: Scribners, 1897
- The Friendly Year. New York: Scribners, 1900
- The Ruling Passion. New York: Scribners, 1901
- The Blue Flower. New York: Scribners, 1902
- Music and Other Poems. New York: Scribners, 1904
- Days Off, and Other Digressions. New York: Scribners, 1907
- Fighting for Peace. New York: Scribners, 1917
- The Valley of Visions. New York, Scribners, 1919
- Half Told Tales. New York: Scribners, 1925
- The Man Behind the Book: Essays in Understanding. New York: Scribners, 1929
- Gratitude. New York: Dutton, 1930

## Verwijzingen
1. ↑   (1912). VAN DYKE, Henry. The International  Who's Who in the World.
2. ↑  Grosvenor Square Memorial Garden, London, UK. Gearchiveerd op 4 februari 2023.

- Bibliothèque nationale de France: cb10380382b (data)
- CiNii: DA05500816
- Digitale Bibliotheek voor de Nederlandse Letteren: dyke001
- Gemeinsame Normdatei: 123986346
- International Standard Name Identifier: 0000 0001 0862 3470
- Library of Congress Control Number: n50045062
- Bibliotheek van het Japanse parlement: 00459520
- Nationale Bibliotheek van Tsjechië: jn19981002296
- Nationale Bibliotheek van Israël: 987007269433205171
- Nederlandse Thesaurus van Auteursnamen: 069637776
- SNAC: w6sf2x8z
- Système universitaire de documentation: 083484353
- Trove: 1001395
- Virtual International Authority File: 2458987
- WorldCat: E39PBJvxvdvdbFgXMVTpKfwDMP